# Diané Mariam Koné
Diané Mariam Koné (sinh ngày 26 tháng 8 năm 1953 tại Ségou) là một chính trị gia người Malian. Bà là Bộ trưởng Chăn nuôi và Thủy sản từ tháng 12 năm 2012 đến tháng 9 năm 2013. Trước đây bà là Giám đốc Trung tâm Huấn luyện Thực hành Chăn nuôi (1991-1994), Điều phối viên của Dự án Hỗ trợ cho Sự tiến bộ của phụ nữ (1997-2001) và Giám đốc Trung tâm tài liệu và thông tin quốc gia về phụ nữ và trẻ em (2004 đến 2010).
Bà là một nhà sinh vật học, và cũng đã nghiên cứu quản lý các dự án phát triển tại Đại học Pittsburgh.